# Charlotte Buff

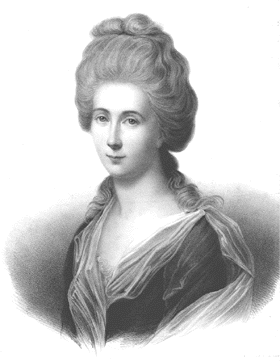
Portret van Charlotte Buff door Julius Giere

Charlotte Sophie Henriette Buff (Wetzlar, 11 januari 1753 - Hannover, 16 januari 1828) was het model van Lotte in Johann Wolfgang von Goethes "Die Leiden des jungen Werthers".